# Anduril Industries
Anduril Industries, Inc. é uma empresa americana de tecnologia de defesa especializada em sistemas autônomos avançados. Foi fundada em 2017 pelo inventor Palmer Luckey com investidores e fundadores associados à Palantir e à SpaceX. Anduril pretende vender ao Departamento de Defesa dos EUA tecnologia que as empresas do Vale do Silício, incluindo a Alphabet, evitaram devido às suas controversas aplicações militares, incluindo a inteligência artificial e a robótica. Os principais produtos da Anduril incluem sistemas aéreos não tripulados (unmanned aerial systems ou UAS), contra-UAS (CUAS), sistemas de vigilância autônomos semiportáteis e software de comando e controle em rede.

## História
Anduril Industries recebeu o nome de Andúril, a espada fictícia de Aragorn de O Senhor dos Anéis. Traduzido do quenya, a linguagem construída dos romances, o nome significa Chama do Ocidente.

## Produtos

### Altius

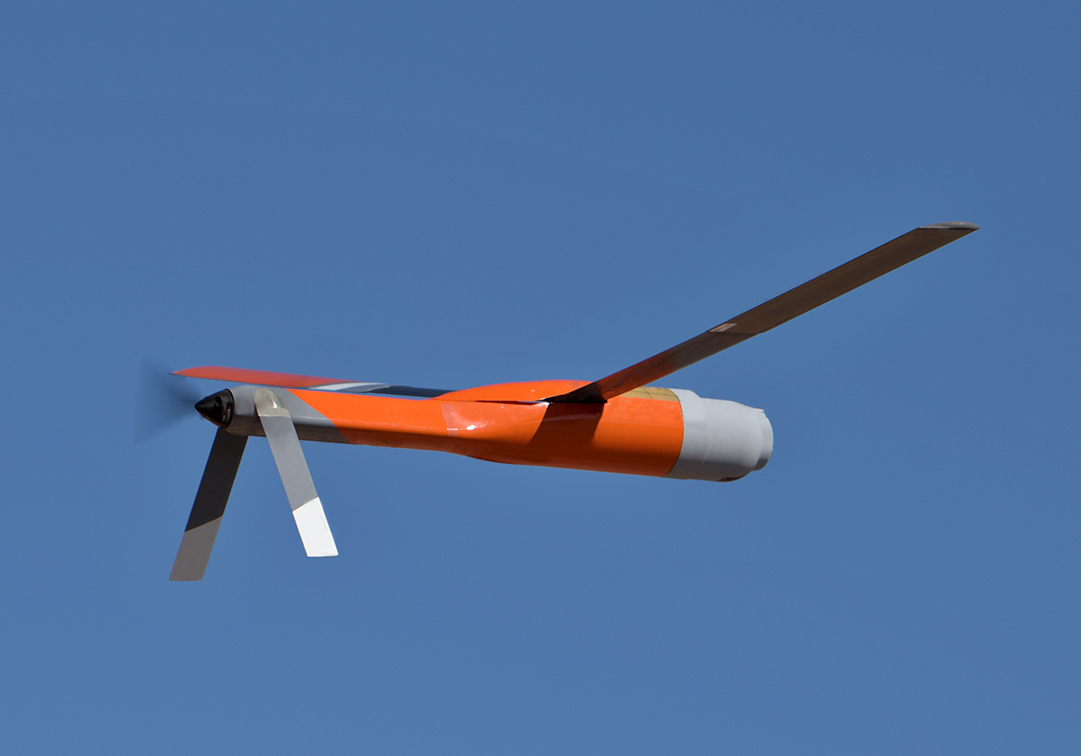
Um sistema aéreo não tripulado lançado por tubo Anduril/Area-I ALTIUS-600 em vôo

Altius (Sistema Não Tripulado Ágil Lançado e Taticamente Integrado)  é uma série de veículos aéreos não tripulados de asa fixa lançados por tubo desenvolvidos pela Area-I, uma subsidiária da Anduril com sede em Atlanta adquirida em abril de 2021. O Altius 600 foi projetado para aceitar uma carga modular no nariz. Ele pode ser lançado a partir de vários lançadores e plataformas diferentes, incluindo a aeronave C-130, os vários veículos terrestres UH-60 Blackhawks, bem como UAVs de nave-mãe maiores, incluindo o MQ-1C Gray Eagle e o Kratos XQ-58 Valkyrie stealth UCAV.
O Altius é um componente dos Efeitos Aéreos do Exército dos EUA, e enxames deles podem operar juntos em uma rede. O Altius foi projetado para ser de baixo custo e dispensável, mas pode ser recuperado durante o voo com o Flying Air Recovery System (FLARES).

### Lattice
Lattice é uma plataforma de software que pode usar inteligência artificial para classificar objetos ingerindo e fundindo dados de sensores díspares, inclusive das próprias plataformas da Anduril  e de terceiros. A Lattice tem sido usada para controlar equipamentos Anduril para vigilância de fronteiras nacionais e bases militares.

### Sentry Tower
A Sentry Tower é uma torre de vigilância portátil alta movida a energia solar. A Sentry contém uma câmera, antenas de comunicação, radar e equipamento de imagem térmica. A torre opera de forma autônoma e alimenta os dados no sistema Lattice da Anduril, que pode classificar objetos e alvos em movimento nas imagens. Quando desmontada, a Sentry pode caber em uma caminhonete e pode ser remontada em menos de uma hora. A Sentry Tower e sistemas associados, como o Lattice, foram chamados de "muro de fronteira virtual" ou "muro inteligente".